# Кордемский, Борис Анастасьевич
Борис Анастасьевич Кордемский (23 мая 1907, Кикнур, Вятская губерния — 29 марта 1999) — российский и советский педагог-математик, методист, популяризатор математики, автор популярных книг и учебников.

## Биография
Родился в семье учителей начальной школы села Кикнур. Сын священника Анастасия Ивановича Кордемского. После окончания средней школы в 1924 году работал учителем школы для малограмотных.
С 1926 по 1930 г. учился на математическом отделении 2-го МГУ (ныне Московский педагогический государственный университет).
В 1931 году направлен на преподавательскую работу в Кузбасс.
С 1932 года — учитель математики в московской школе № 353.
С начала войны работал электромонтёром на оборонном заводе. В январе 1943 года отозван с завода и направлен на преподавательскую работу в Военную академию химической защиты, где преподавал более тридцати лет, включая 15 лет в должности заведующего кафедрой высшей математики.
В 1957 году защитил кандидатскую диссертацию на тему «Внеучебные задачи на смекалку как одна из форм развития математической инициативы у подростков и взрослых», получив звание доцента кафедры высшей математики.
Преподавал в ряде московских учебных заведений.

## Писательская деятельность
Известен как автор книги «Математическая смекалка», рассчитанной на школьников младших классов. Первое издание вышло в 1954 году; к моменту выхода в 1972 году перевода на английский язык книга выдержала восемь изданий на русском языке и была переведена на украинский, эстонский, латышский, литовский языки; за пределами СССР книга была опубликована в Болгарии, Румынии, Венгрии, Чехословакии, Польше, Германии, Франции, Китае, Японии, Корее.
Более 30 лет вёл рубрику «Занимательная страница» в журнале «Математика в школе». Публиковал статьи и заметки в журналах «Квант», «Юный техник», «Наука и жизнь», в «Детской энциклопедии» и «Пионерской правде».
Автор свыше 70 статей и книг по занимательной математике.
Подготовил к печати книгу «Математические завлекалки».
Один из соавторов известного «Сборника задач по математике для поступающих в вузы» под редакцией М. И. Сканави.